# Greifensoll
Das Greifensoll ist ein Kleingewässer am Rande der Universitäts- und Hansestadt Greifswald in Mecklenburg-Vorpommern, Deutschland. Das Gewässer liegt südlich der Stadt, westlich der Gützkower Landstraße. Insbesondere die aquatische und semiaquatische Insektenfauna des Gewässers machen es überregional bedeutend.